# بوريباي
بوريباي (بالروسية: Бурибай) هي مدينة في جمهورية باشكورتوستان في روسيا.